# Theodor von Reventlow

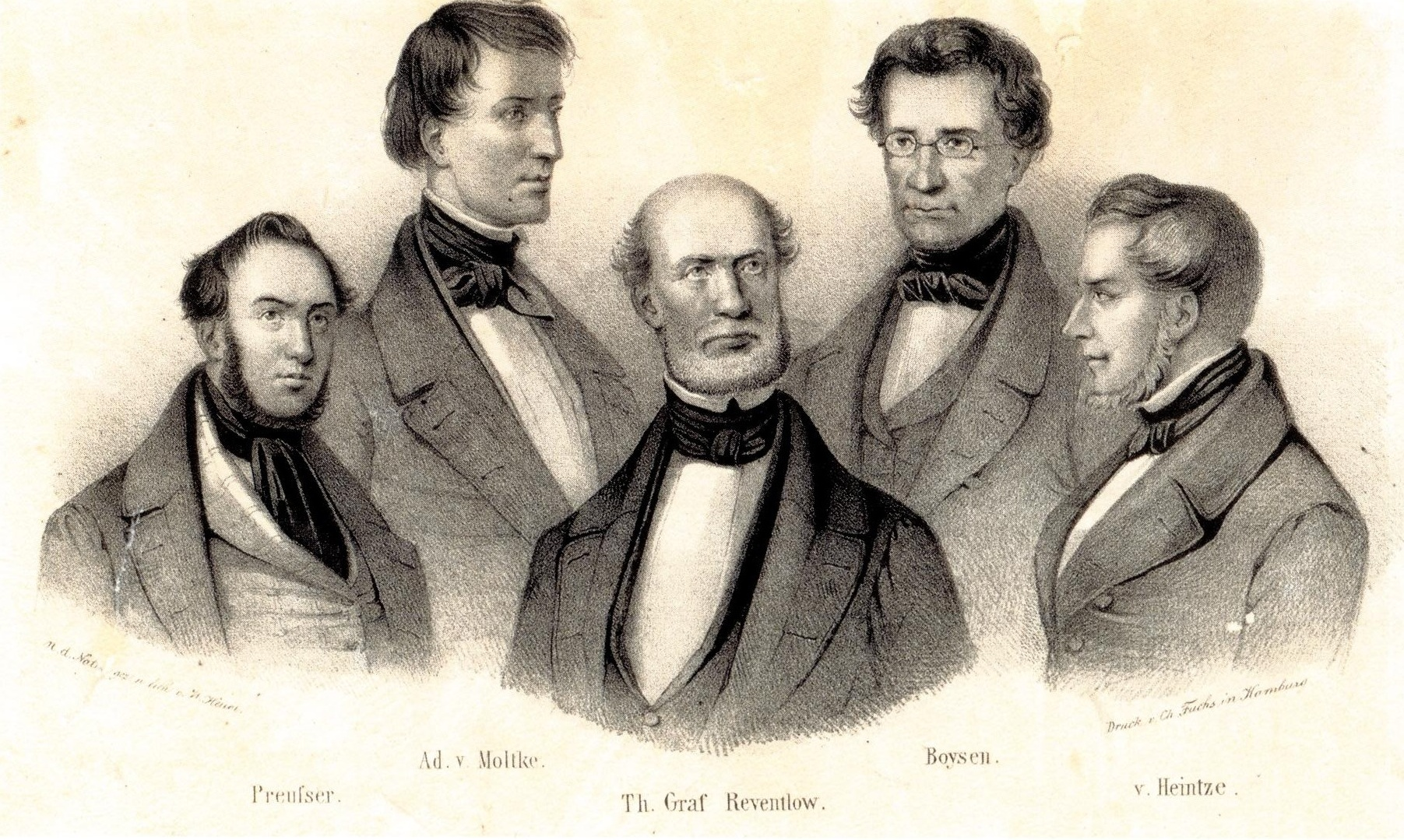
Gemeinsame Regierung 1849

Theodor Graf von Reventlow (* 19. Juli 1801 in Christiansholm bei Kopenhagen; † 4. Februar 1873 in Jersbek) war Gutsherr der holsteinischen Güter Jersbek und Stegen, königlich dänischer Amtmann von Cismar, Propst des St.-Johannis-Klosters vor Schleswig, Mitglied der Stände- und Landesversammlungen, Präsident der Gemeinsamen Regierung (1848/1849), Mitglied des  Provinziallandtages Schleswig-Holsteinisch und des Kreistags. Er war Hofjägermeister und Kammerherr sowie Kommandeur vom Dannebrogorden.

## Leben

### Herkunft und Ausbildung

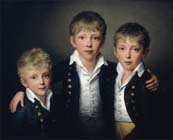
Gebrüder Reventlow

Theodor Graf von Reventlows Vater war Cay Friedrich Graf von Reventlow (* 17. November 1753 in Paris; † 6. August 1834 in Altenhof bei Eckernförde), 1797 bis 1802 Leiter der deutschen Kanzlei in Kopenhagen und seit 1805 Gouverneur des Herzogtums Lauenburg. Er war in erster Ehe mit Wilhelmine Magdalene Ulrike Gräfin von Bernstorff (* 10. Oktober 1766 in Gartow; † 10. Mai 1787 in Kopenhagen) verheiratet. In zweiter Ehe heiratete er am 24. April 1797 in Kopenhagen Emilie Louise Henriette Gräfin von Bernstorff (* 7. Oktober 1776 in Kopenhagen; † 26. November 1855 in Preetz). Beide Ehefrauen waren Töchter des dänischen Staatsministers Andreas Peter Graf von Bernstorff. Aus der zweiten Ehe stammen drei Söhne und eine Tochter: Eugen (* 27. November 1798; † 28. November 1885); Gottfried (* 30. Mai 1800; † 26. April 1870), Jurist, zuletzt Hofgerichtspräsident in Ratzeburg; Theodor und Maria Emilia, (* 28. April 1811; † 1. März 1883).
Des Vaters Brüder waren Friedrich Graf von Reventlow auf Gut Emkendorf (* 31. Januar 1755; † 1828; verheiratet mit Friederike Juliane Gräfin von Schimmelmann, Tochter des dänischen Schatzmeisters Heinrich Carl Graf von Schimmelmann auf Ahrensburg, Wandsbek u. a.) und Christian Graf von Reventlow auf Gut Wittenberg.
Theodor Graf von Reventlow wuchs nach dem Rücktritt seines Vaters von der Leitung der Deutschen Kanzlei in Kopenhagen (1802) auf Gut Altenhof bei Eckernförde auf, wurde durch Hauslehrer erzogen und ging am 18. April 1818 wie seine beiden Brüder zum Jurastudium nach Kiel, Heidelberg und Göttingen. 1822 legte er in Glückstadt sein Examen ab.

### Zwei Ehen und sechs Kinder
Theodor Graf von Reventlow heiratete am 3. Dezember 1834 Sophie Gräfin von Bernstorff (* 29. Januar 1807 Kopenhagen; † 7. März 1857 La Tour-de-Peilz) in Berlin. Er war in zweiter Ehe (14. September 1858 zu Ippenburg) mit Asta Georgine Freiin von dem Bussche-Ippenburg gen. von Kessell (* 6. April 1831 Düsseldorf; † 7. Oktober 1881 in Stephansdorf/Schlesien) verheiratet.
Aus der ersten Ehe gingen die vier Kinder Joachim (* 26. August 1837 in Cismar; † 26. Oktober 1870 in Jersbek), Luisa Elise (* 8. September 1842 in Schleswig; † 30. Mai 1865 in Wilkendorf; verheiratet seit 1. August 1862 mit Gustav von Pfuel auf Gielsdorf und Wilkendorf) und kurz nach der Geburt gestorbene Zwillingstöchter hervor. Die in der zweiten Ehe geborenen Zwillingstöchter starben ebenfalls kurz nach der Geburt. Luisa Elise starb wenige Wochen nach der Geburt der gemeinsamen Tochter Martha (* 21. April 1865; † 11. Mai 1914). Martha von Pfuel heiratete 1889 den Verwaltungsbeamten und späteren Reichskanzler Theobald von Bethmann Hollweg.

### Ämter, Titel und Ehrungen
1825 trat er als Auskultant in die Schleswig-Holstein-Lauenburgische Kanzlei in Kopenhagen ein und war dort bis 1828 tätig, bis er am 27. Dezember 1828 als Nachfolger seines Bruders Eugen als Legationssekretär nach Sankt Petersburg ging. Dort blieb er bis Ende 1833, kehrte dann in den Verwaltungsdienst zurück und wurde Ende 1834 Amtmann im Amt Cismar, nahm aber schon 1838 seinen Abschied.
Anschließend war er Klosterpropst zu Schleswig (1840 bis 1847). Seine 1852 erfolgte Wahl zum Preetzer Klosterpropst wurde wegen seiner politischen Tätigkeit im Zusammenhang mit der Schleswig-Holsteinischen Erhebung vom dänischen König nicht anerkannt.
Er wurde vom dänischen König zum Hofjägermeister (1827) und zum Kammerherrn (1841) ernannt, wobei dieser Titel 1854 nicht bestätigt wurde, weil er aufgrund seiner politischen Tätigkeiten während der schleswig-holsteinischen Erhebung 1848–1851 aus der Liste der Kammerherren gestrichen wurde. Damit rangierte er in der zweiten bzw. dritten der neun Rangklassen der hoffähigen Personen. Er wurde als Ritter (1832) und (höherrangig) Kommandeur (1845) in den Dannebrogorden aufgenommen.

### Politische Betätigungen
Theodor Graf von Reventlow gehörte als vom dänischen König ernanntes Mitglied von 1840 bis 1846 der schleswigschen Ständeversammlung in Schleswig an und war 1846 deren Vizepräsident. Von 1842 bis 1846 war er außerdem Mitglied der holsteinischen Ständeversammlung in Itzehoe.
Er wurde nach dem Ausbruch der schleswig-holsteinischen Erhebung im März 1848 Mitglied der von der Provisorischen Regierung auf den 3. April 1848 einberufenen Vereinigten Ständeversammlung in Rendsburg, deren zweiter Vizepräsident er vom 9. April 1848 bis Oktober 1848 war. Er wurde als einer der wenigen adligen Großgrundbesitzer im Juli 1848 in die konstituierende Landesversammlung und anschließend in den „Fünfzehner-Ausschuss“, der für die Beratung über den Entwurf eines Staatsgrundgesetzes für die Herzogtümer Schleswig-Holstein zuständig war, gewählt. Er übernahm am 22. Oktober 1848 die Präsidentschaft der infolge des Waffenstillstands von Malmö eingesetzten „Gemeinsamen Regierung“ für die Herzogtümer Schleswig und Holstein.
Nach einigen Jahren der politischen (Zwangs-)Abstinenz wurde er 1855 wieder Mitglied der holsteinischen Ständeversammlung und zog 1856 als deren gewählter Vertreter in den aufgrund des Verfassungsgesetzes für die gemeinschaftlichen Angelegenheiten der Monarchie vom Oktober 1855 gebildeten, in Kopenhagen tagenden Reichsrat ein.
Die Herzogtümer Schleswig und Holstein wurden nach den von Preußen gewonnenen Kriegen gegen Dänemark und Österreich mit dem Annexionsgesetz vom 24. Dezember 1866 in den preußischen Staat eingegliedert. Theodor Graf von Reventlow war Mitglied und Wortführer der Vertrauensmännerkonferenz zur Besprechung (September 1867 in Berlin) der notwendigen administrativen Veränderungen. Er war Mitglied des erstmals am 11. Oktober 1868 zusammen getretenen  Provinziallandtages Schleswig-Holsteinisch und bis zu seinem Tod auch Mitglied des Stormarner Kreistages.

### Tod
Er ist nach zweijährigem Siechtum mit „Gehirnerweichung“ am 4. Februar 1873 gestorben und in der Begräbniskapelle in Sülfeld beigesetzt worden.